# Виго-ди-Фасса

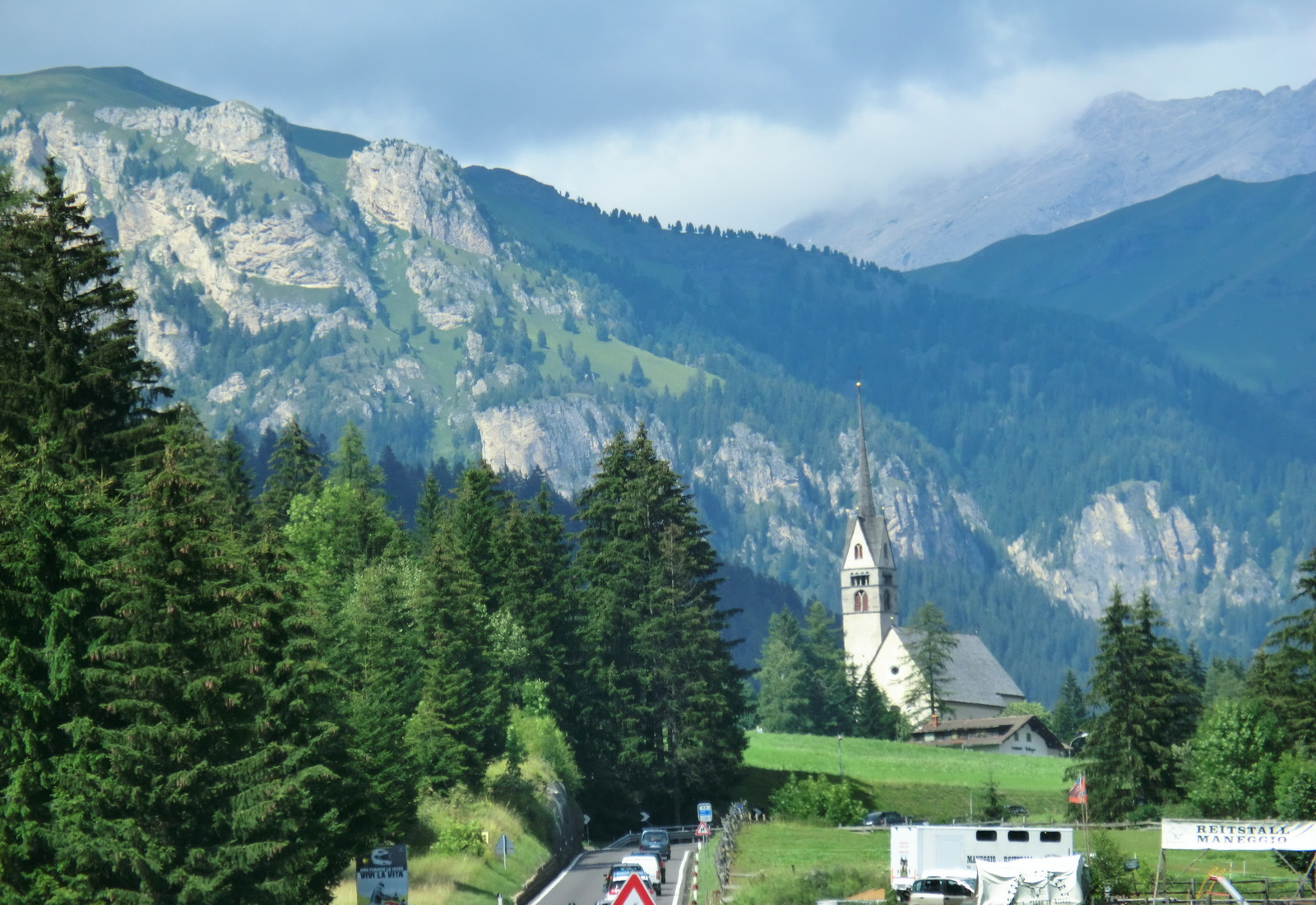

Виго-ди-Фасса (итал. Vigo di Fassa) — коммуна в Италии, располагается в области Трентино-Альто-Адидже, в провинции Тренто.
Население составляет 1207 человек (2011 г.), плотность населения составляет 44 чел./км². Занимает площадь 26 км². Почтовый индекс — 38039. Телефонный код — 0462.
Покровителем коммуны почитается святая Иулиания Никомидийская, празднование 16 февраля.

## Население
Динамика населения:

## Города-побратимы
- Ремзек-ам-Неккар, Германия

## Администрация коммуны
- Официальный сайт: